# أفواردوبوا

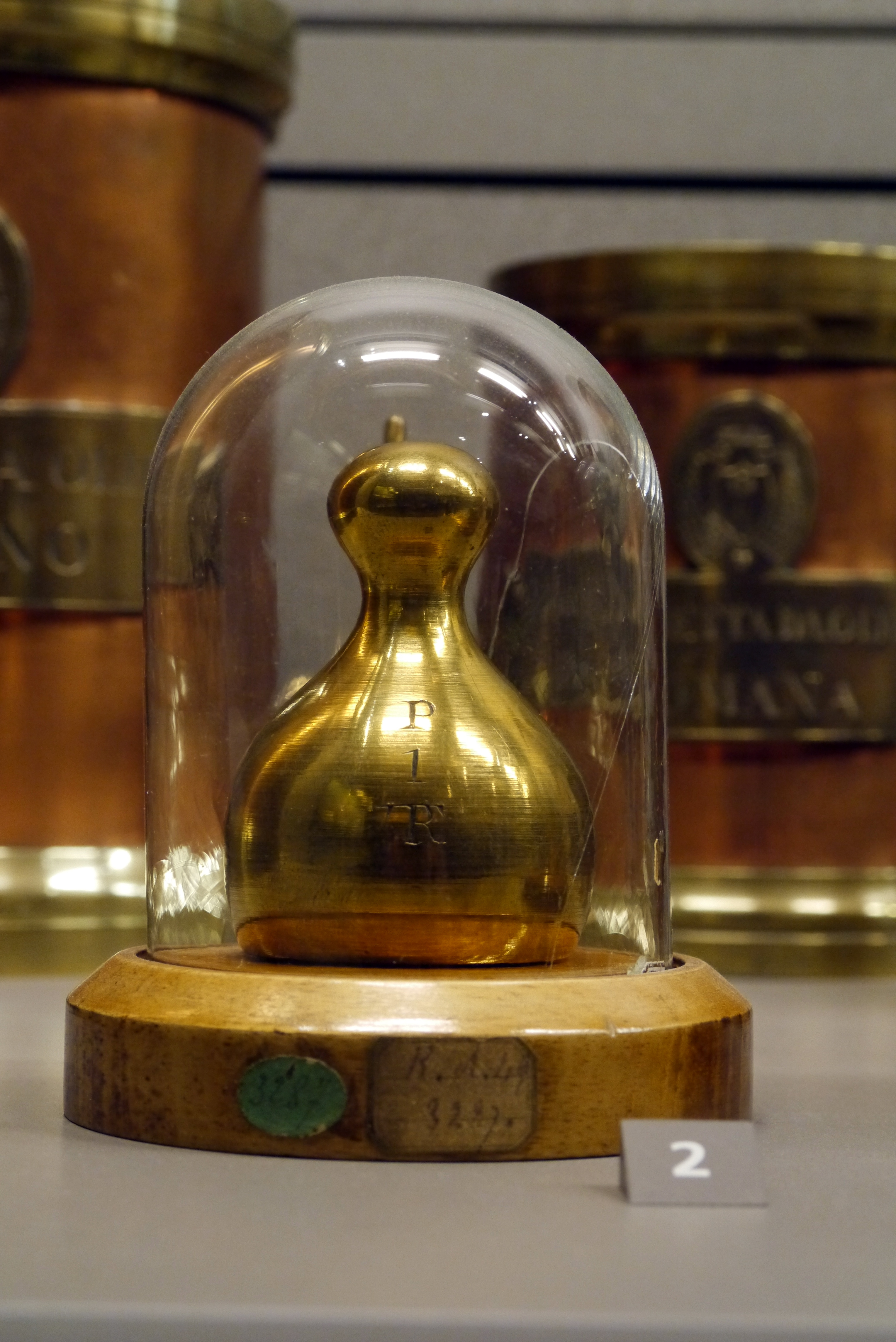

أفيردوبويز (بالإنجليزية: Avoirdupois)‏ هو نظام للأوزان (أو الكتلة) مبني على الباوند (الذي يساوي 16 أونصة). ويعتبر هذا هو النظام اليومي المستخدم في الولايات المتحدة ولا يزال مستخدم على نطاق واسع وبدرجات متفاوتة من قبل كثير من الأشخاص في كندا، والمملكة المتحدة، وبعض المستعمرات البريطانية السابقة على الرغم من الاعتماد الرسمي للنظام المتري. كما يتم استخدام نظام بديل للكتلة للمواد الثمينة، ويسمى وزن تروي.